# Paracetamol
Paracetamol (INN) ili acetaminofen (USAN) je u širokoj upotrebi na slobodno kao analgetik (olakšanje bola) i antipiretik (umanjenje groznice). On se često koristi protiv glavobolja i drugih manjih bolova. Paracetamol je glavni sastojak brojnih lekova protiv prehlade i gripa. U kombinaciji sa opioidnim analgeticima, paracetamol se takođe može koristiti za regulaciju jakog bola kao što je postoperacioni bol, i za pružanje palijativne nege kod pacijenata sa uznapredovalim kancerom. Njegovo analgetičko dejstvo počinje otprilike 11 minuta nakon oralne administracije, a njegov poluživot je 1–4 sata.
Dok je generalno bezbedan za upotrebu na preporučenim dozama (1,000 mg po dozi i do 4,000 mg dnevno za odrasle), akutno predoziranje paracetamola može da uzrokuje potencijalno fatalna oštećenja jetre, a kod retkih pojedinaca, normalna doza može da ima isti efekat. Rizik se povećava konzumiranjem alkohola. Paracetamolska toksičnost je čest uzrok akutna insuficijencije jetre u Zapadnom svetu.
On je aktivni metabolit fenacetina, koji je nekad bio popularan analgetik i antipiretik. Za razliku od fenacetina i njegovih kombinacija, paracetamol se ne smatra kancerogenim na svojim terapeutskim dozama. Reči acetaminofen (korišćene u Sjedinjenim Američkim Državama, Kanadi, Japanu, Južnoj Koreji, Hong Kongu, i Iranu) i paracetamol (korišćene u drugim zemljama) obe potiču iz hemijskog imena jedinjenja: para-acetilaminofenol i para-acetilaminofenol. U nekim kontekstima, on se skraćeno naziva APAP, po acetil-para-aminophenol.

## Medicinska upotreba

### Groznica
Paracetamol je potvrđeni lek za ublažavanje groznice kod osoba svih uzrasta. Svetska zdravstvena organizacija (WHO) preporučuje da se paracetamol koristi samo za ublažavanje groznice kod dece ako je njihova telesna temperatura veća od 38,5 °C. Efikasnost paracetamola samog po sebi kod dece sa groznicom je pod znakom pitanja, a meta-analiza je pokazala da je manje efikasan od ibuprofena. Uloga paracetamola u pedijatrijskoj medicini je izrazito izražajna kao efektivan analgetik i antipiretik.

### Bolovi
Paracetamol se koristi za ublažavanje bolova povezanih sa mnogim delovima tela. On poseduje analgetičke osobine usporedive onima kod aspirina, dok su njegovi antiupalni efekti daleko slabiji. Uopšteno se bolje podnosi od aspirina kod pacijenata kod kojih je utvrđena obilna sekrecija gastritične kiseline ili se strahuje od produženja krvarenja. Pošto je dostupan u prodaji bez recepta, sve više je postao uobičajeni lek u brojnim domaćinstvima. Paracetamol može ublažiti bolove pri blagom artritisu ali nema efekt na upalu, crvenilo i nateknuće zgloba koji su povezani sa artritisom. Za ublažavanje bolova pri osteoartritisu kolena, on je efektivan poput ibuprofena.
U vezi komparativne farmakološke efikasnosti, studije su pokazale zbunjujuće i suprotne rezultate kada se paracetamol uporedi sa nesteroidnim antiupalnim lijekovima (NSAID). Slučajne kontrolisane studije hroničnog bola prouzrokovanog osteoartritisom kod odraslih su pokazale slične koristi od paracetamola i ibuprofena.
Efikasnost paracetamola kada se koristi u kombinaciji sa slabim opioidima (poput kodeina) je pod znakom pitanja zbog podataka iz nedavnih studija; zbog male količine podataka koji su dostupni teško je doneti bilo kakav zaključak. Kombinacije paracetamola i snažnih opioida poput morfina su pokazali da smanjuju korištenu količinu opioida i poboljšavaju analgetski efekat kao i da sputavaju predoziranje opioidima zbog potencijalno otrovnog efekta paracetamola. Slučajne kontrolisane studije akutnog muskuloskeletalnog bola kod dece su pokazale da obični tržišni ibuprofen u normalnoj dozi bolje smanjuje bol od standardne doze paracetamola.

## Literatura
- Scottish Intercollegiate Guidelines Network (SIGN) (2008). „6.1 and 7.1.1”. Guideline 106: Control of pain in adults with cancer (PDF). Scotland: National Health Service (NHS). ISBN 9781905813384.

## Spoljašnje veze
Mediji vezani za članak Paracetamol na Vikimedijinoj ostavi

- Hemijski podaci
- Informacije o paracetamolu

|  | Molimo Vas, obratite pažnju na važno upozorenje u vezi sa temama iz oblasti medicine (zdravlja). |